# Стаффорд, Ральф (рыцарь)
Ральф де Стаффорд (англ. Ralph de Stafford; ок. 1354 — 1385) — английский рыцарь, старший сын и наследник Хьюго де Стаффорда, 2-го графа Стаффорда, и Филиппы де Бошан.

## Биография
Ральф родился около 1354 года в родовом замке Стаффорд. Он с детства рос товарищем будущего короля Англии Ричарда II.
После коронации Ричарда II Ральф входил в ближайшее окружение короля и его жены, Анны Чешской.
В 1385 году Ральф принимал участие в походе в Шотландию. Во время него между Йорком и Бишопсторном Джон Холланд, единоутробный брат короля, убил Ральфа. Поводом стало убийство Ральфом оруженосца Джона Холланда.

## Брак
Ральф женился около 1380 года, но имя и происхождение его жены неизвестно. Детей не было.